# Spiral (2007)
Spiral (bra: Círculo do Pânico) é um filme norte-americano de suspense dramático de 2007, dirigido por Joel David Moore e Adam Green. É uma produção independente com roteiro original escrito por Moore e Jeremy Boreing. O elenco principal é composto pelo próprio Moore, Amber Tamblyn, Zachary Levi e Tricia Helfer.

## Sinopse
O recluso e introvertido Mason é um pintor talentoso que vive no anonimato trabalhando como operador de televendas. A única pessoa com quem ele mantém um contato relativamente amigável é seu chefe, Berkeley. Contudo, a vida de Mason tem uma reviravolta quando ele conhece a extrovertida Amber, que aceita posar para seus quadros. Porém, essa nova amizade desencadeia no artista sentimentos sombrios que deveriam permanecer ocultos, trazendo à tona um círculo vicioso do passado.

## Elenco
Na ordem dos créditos:
- Joel David Moore como Mason
- Amber Tamblyn como Amber
- Zachary Levi como Berkeley
- Tricia Helfer como Sasha
- David Muller como Will
- Annie Neal como Diana

## Produção
O roteiro foi escrito por Joel David Moore, que havia atuado recentemente em Avatar, e Jeremy Boreing a partir de um curta-metragem também roteirizado por Moore. Segundo Boreing, desde o início a intenção era criar uma história com "tom hitchcockiano". Moore e Adam Green, até então geralmente envolvidos em produções de comédia e terror, viram em Spiral a oportunidade de desenvolver um projeto dramático. Semelhantemente, Zachary Levi e Amber Tamblyn entraram para o elenco atraídos pela chance de interpretar papéis que nunca haviam desempenhado antes, sendo a primeira vez que Amber interpretou uma adulta e não uma adolescente.
Como o protagonista Mason tem afinidade com o jazz, os cineastas contrataram Todd Caldwell e Michael Herring para criar uma partitura eclética baseada nesse gênero musical. Contudo, os compositores destacaram pouco da trilha jazzística ao longo do filme, optando por acentuá-la apenas nos momentos mais frenéticos. Produzido pelo estúdio de Green, a Ariescope Pictures, e pela Coattails Entertainment, Spiral foi filmado na terra natal de Moore, Portland, Oregon, ao longo de apenas 18 dias.

## Recepção

### Lançamento
O filme estreou mundialmente no Festival Internacional de Cinema de Santa Bárbara em 27 de janeiro de 2007. Distribuído pela Anchor Bay Entertainment em cinemas selecionados dos Estados Unidos, foi lançado em 8 de fevereiro de 2008 em Los Angeles. Foi disponibilizado em DVD em 19 de fevereiro de 2008.

### Bilheteria e crítica
Spiral  arrecadou 3 072 dólares nas bilheterias dos EUA e recebeu avaliações mistas da crítica especializada. O agregador de críticas Rotten Tomatoes indica 50% de aprovação à obra, com base em dez críticas. O Metacritic atribuiu-lhe uma pontuação média ponderada de 40 em 100, com base em quatro críticas.

### Prêmios e indicações
| Ano  | Premiação                                         | Categoria          | Nomeação                      | Resultado | Ref.   |
| ---- | ------------------------------------------------- | ------------------ | ----------------------------- | --------- | ------ |
| 2007 | Festival Internacional de Cinema de Santa Bárbara | Prêmio Gold Vision | Joel David Moore e Adam Green | Venceu    | [ 13 ] |
| 2007 | Austin Fantastic Fest                             | Prêmio Next Wave   | Adam Green                    | Indicado  | [ 14 ] |